# Kaviar Gauche

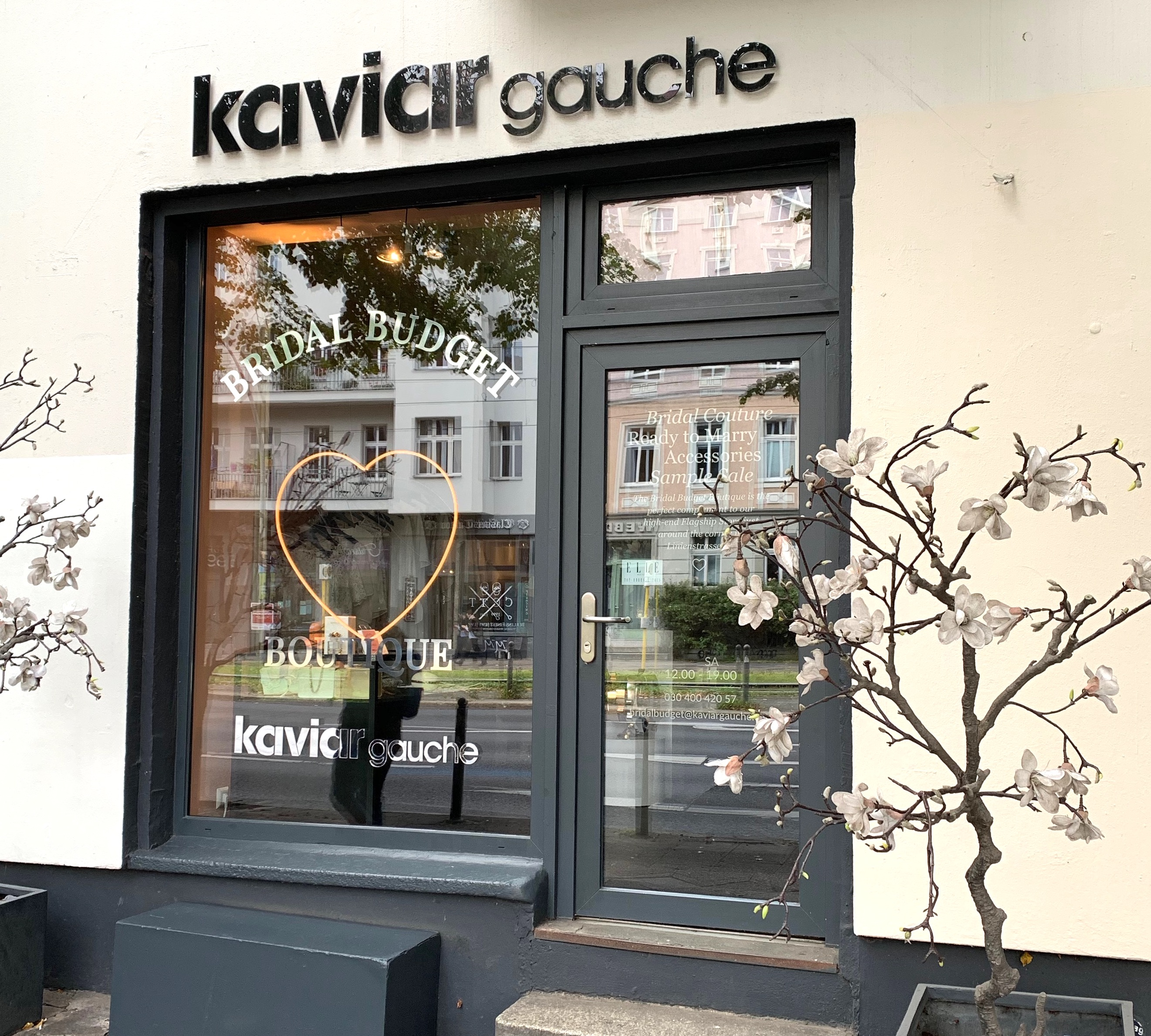
Ehemaliges Ladengeschäft von Kaviar Gauche in Berlin, 2021

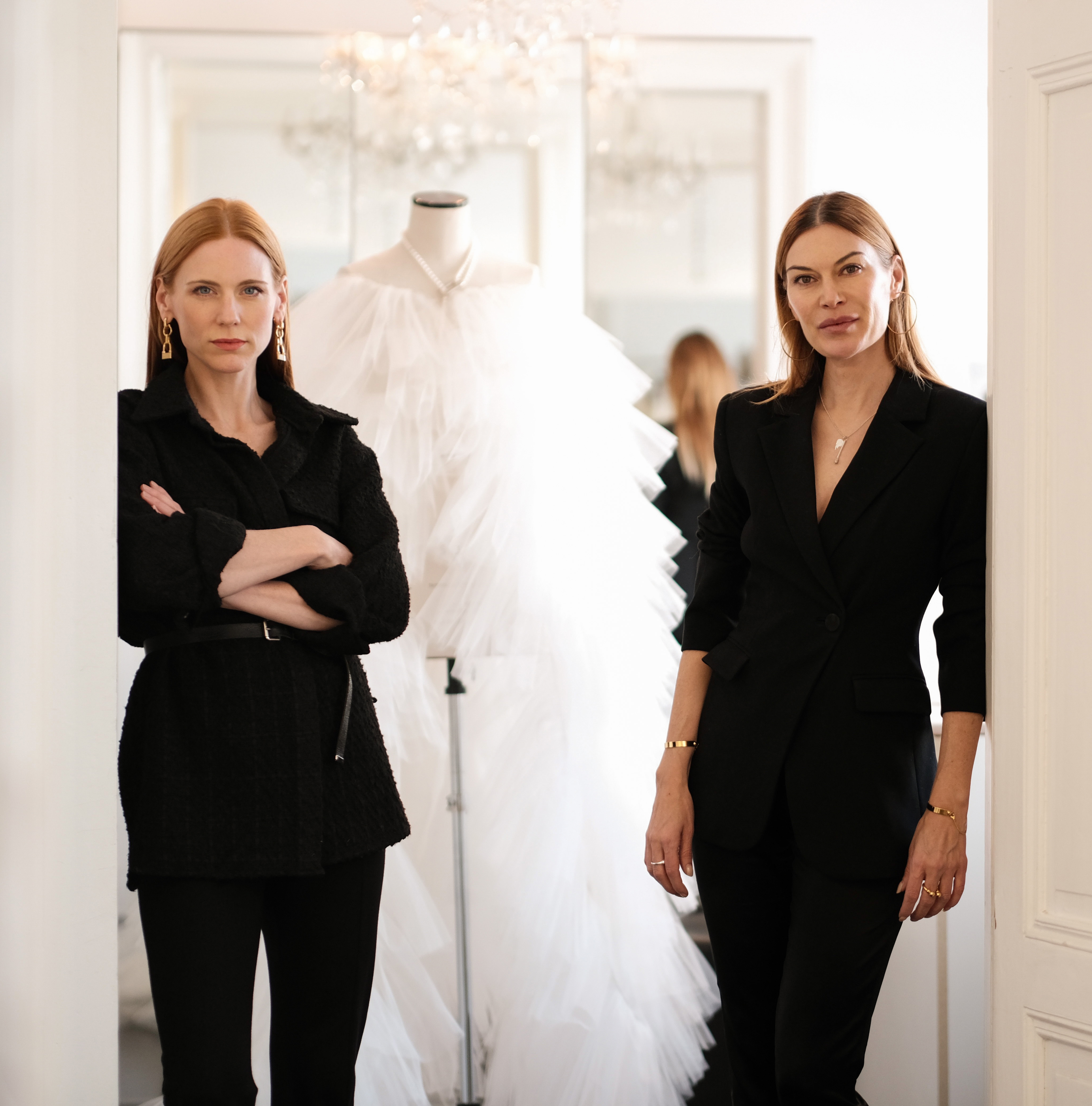
Johanna Kühl und Alexandra Roehler

Kaviar Gauche ist ein deutsches Modehaus mit Sitz in Berlin. Es wurde 2004 von den Designerinnen Alexandra Roehler und Johanna Kühl gegründet.

## Geschichte
Alexandra Roehler und Johanna Kühl lernten sich während des Modedesignstudiums in Berlin kennen. Ihre erste gemeinsame Kollektion veranstalteten sie 2003 parallel zur Paris Fashion Week als so genannte Guerilla-Modenschau in einer gemieteten Wohnung auf der Rue Saint-Honoré. Damit machten sie die Chefeinkäuferin der amerikanischen Bekleidungskette Barneys New York auf sich aufmerksam. Prêt-à-porter von Kaviar Gauche fand zunächst in New York, London und Zürich Anerkennung. Auf der Berlin Fashion Week 2007 gewannen sie den „New Generation Award“ für Nachwuchsdesigner und damit einen Auftrag für eine Warenhauskette eine Kollektion zu entwerfen. 2013 waren sie erstmals auf der Modewoche in Paris vertreten, 2015 wieder in Berlin. Kritisiert wurden die jungen „dürren Models“ und dass die Kollektion mit Kleidern aus durchsichtigen Stoffen, die „in mühevoller Handarbeit mit kleinen Blüten bestickt“ waren, nur „Altbekanntes“ bot. Unter dem Label wird seitdem nur noch Brautmode entworfen.